# 马克斯·埃斯波西托
马克斯·埃斯波西托（英語：Max Esposito，1997年6月16日—）生于新南威尔士州卡姆登，是一名澳大利亚男子现代五项运动员。他的父亲丹尼尔和其中一个姐姐克洛伊都从事现代五项项目，另一个姐姐Emily则从事射击项目。马克斯在童年时曾接触多项体育运动，后来在13岁时他决定跟随父亲丹尼尔和姐姐克洛伊的脚步，开始练习现代五项。由父亲担任他的教练。他于2013年首次参加国际比赛，2014年首次参加成年级比赛。